# Thammampatti
Thammampatti è una suddivisione dell'India, classificata come town panchayat, di 20.883 abitanti, situata nel distretto di Salem, nello stato federato del Tamil Nadu. In base al numero di abitanti la città rientra nella classe III (da 20.000 a 49.999 persone).

## Geografia fisica
La città è situata a 11° 26' 17 N e 78° 29' 01 E.

## Società

### Evoluzione demografica
Al censimento del 2001 la popolazione di Thammampatti assommava a 20.883 persone, delle quali 10.554 maschi e 10.329 femmine. I bambini di età inferiore o uguale ai sei anni assommavano a 2.221, dei quali 1.165 maschi e 1.056 femmine. Infine, coloro che erano in grado di saper almeno leggere e scrivere erano 13.753, dei quali 7.789 maschi e 5.964 femmine.